# Babes in Toyland (película de 1961)
Babes in Toyland (título en español: El bosque sin retorno) es una película musical en Technicolor filmada en 1961, dirigida por Jack Donohue, y distribuida en cines por Buena Vista Distribution. Está protagonizada por Ray Bolger como Barnaby, Annette Funicello como María, Tommy Sands como Tom Piper, y Ed Wynn como el fabricante de juguetes.
La película se basa en la popular opereta, Babes in Toyland, de 1903, aunque se había producido una película en 1934 también titulada Babes in Toyland protagonizada por Laurel y Hardy, y tres adaptaciones de televisión anteriores a la película de Disney. La adaptación de Disney fue la segunda versión de la opereta y la primera en Technicolor. Sin embargo, la trama, y en algunos casos, la música, tienen poca semejanza con la original debido a que Disney cambio en cierto modo, las letras de las canciones, en algunos casos de forma drástica y en otros de forma sutil.
Los soldados de juguete que aparecen durante la canción Marcha de los juguetes (o March of Toys en inglés) aparecen anualmente en los desfiles de los parques temáticos de Disney. A pesar de ser una clásica película navideña, en su lanzamiento tuvo un éxito moderado recuperando sus 3 millones con su recaudación de 4.6 millones en USA y Canadá.